# 2008年デンマーク大使館爆発事件 (パキスタン)
デンマーク大使館前爆発事件（デンマークたいしかんまえばくはつじけん）は、2008年6月2日にパキスタン、イスラマバード市内のデンマーク大使館前で発生した爆発物の爆発事件。

## 概要
6月2日正午頃、デンマーク大使館に盗難車のトヨタ・カローラが侵入を図るが失敗し、そのまま大使館前で爆発した。大使館前の建物が2棟破壊されたほか、走行中の自動車が巻き込まれて炎上するなどの被害。8人が死亡、約30人が負傷した。

## 背景
- デンマークの新聞がイスラム教預言者ムハンマドの風刺画を掲載したことから、反デンマーク感情が高まっていた時期に発生した事件である[2]。

## 犯行声明
- 後にアルカーイダの幹部、サイード・アル=マスリーが犯行に関与したことを表明した。犯行理由は、前述の風刺画に対する制裁。